# Barbara Koziej-Żukowa

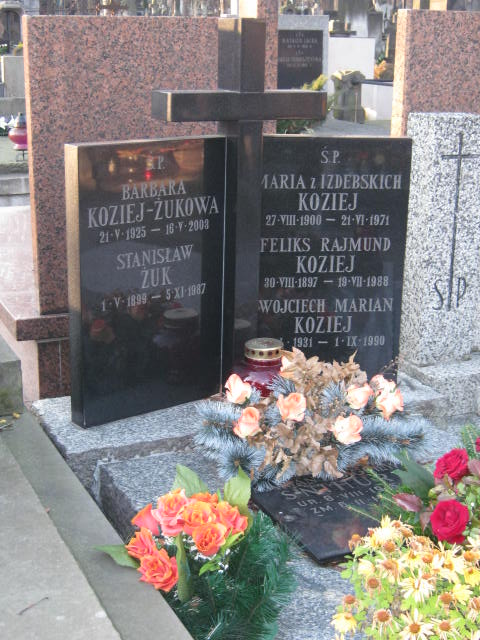
Grób Barbary Koziej-Żukowej na Starych Powązkach w Warszawie

Barbara Julia Koziej-Żukowa (ur. 21 maja 1925 w Warszawie, zm. 16 maja 2003 tamże) – polska działaczka polityczna, posłanka na Sejm PRL V, VI, VII i VIII kadencji (1969–1985).

## Życiorys
Urodziła się w rodzinie Feliksa i Marii Cecylii z Izdebskich. Po uzyskaniu świadectwa dojrzałości podjęła pracę zawodową. Od 1958 do 1965 kształciła się w Wyższej Szkole Nauk Społecznych przy KC PZPR, gdzie uzyskała tytuł magistra historii.
W 1951 wstąpiła do Stronnictwa Demokratycznego, zostając sekretarzem technicznym Dzielnicowego Komitetu partii Warszawa-Śródmieście (którym była do 1953), następnie była instruktorem i starszym instruktorem na szczeblu wojewódzkim i centralnym SD. Kierowała Klubem Poselskim SD. W 1961 wybrana w skład Rady Naczelnej i Stołecznego Sądu Partyjnego (w obu gremiach zasiadała do 1964), a w 1969 w skład Centralnego Komitetu SD (członek prezydium w latach 1967–1980, była też kierownikiem i zastępcą kierownika wydziałów CK). W latach 1967–1981 była sekretarzem Stołecznego Komitetu. Była działaczką Ligi Kobiet oraz wieloletnią wiceprzewodniczącą Zarządu Głównego. Działała również w Towarzystwie Przyjaźni Polsko-Radzieckiej, w 1983 została wybrana w skład Zarządu Głównego tej organizacji. Zasiadała w Stołecznej Radzie Narodowej (1961–1964, 1972–1988) jako jej wiceprzewodnicząca i szefowa Klubu Radnych SD. 
W 1969 i 1972 wybierana na posła na Sejm V i VI kadencji w okręgu Warszawa Praga, gdzie była przewodniczącą Klubu SD. Zasiadała w Komisjach Handlu Wewnętrznego oraz Zdrowia i Kultury Fizycznej. Ponownie mandat uzyskała w 1976, tym razem z okręgu Warszawa Ochota. Kontynuowała pracę w Komisjach Handlu Wewnętrznego (poszerzonej o kompetencje z dziedziny: Drobnej Wytwórczości i Usług) oraz Zdrowia i Kultury Fizycznej. W 1980 znów zasiadała w Sejmie PRL jako delegatka Ochoty. Była członkiem Komisji Planu Gospodarczego, Budżetu i Finansów, Zdrowia i Kultury Fizycznej (później: Polityki Społecznej, Zdrowia i Kultury Fizycznej). Zasiadała w gremiach nadzwyczajnych ds. rozpatrzenia projektu ustawy o Radach Narodowych i Samorządzie Terytorialnym, ds. rozpatrzenia projektu ustawy Konstytucyjnej o Przedłużeniu Kadencji oraz ds. rozpatrzenia projektu ustawy o Trybunale Konstytucyjnym. Nie ubiegała się o mandat w Sejmie IX kadencji. W latach 1989–1991 pełniła obowiązki dyrektora Biura Klubu Poselskiego SD. 
Według relacji działacza SD Adama Zyzmana zasłynęła nietypowymi metodami prowadzenia działalności politycznej. Odznaczona m.in. Krzyżami Oficerskim i Kawalerskim Orderu Odrodzenia Polski, Złotym i Srebrnym Krzyżem Zasługi, Medalem Komisji Edukacji Narodowej i 30-lecia Polski Ludowej, a także Złotą odznaką honorową „Za Zasługi dla Warszawy” (1965), Zasłużonego Działacza Frontu Jedności Narodu i TPPR oraz odznaczeniem im. Janka Krasickiego. 
Zamężna ze Stanisławem Żukiem. Miała córkę Dorotę. Zmarła w 2003, została pochowana na cmentarzu Powązkowskim w Warszawie (kwatera 174-1-35).